# Písničky ze Semaforu
Písničky ze Semaforu je série CD vydávaná Bontonem od roku 1996. Editorem alb byl Karel Knechtl. Obsahují písně ze starých LP doplněné dalšími písněmi ze stejné doby z EP a SP, živých nahrávek apod. (často obsahují i jednu písničku v různých verzích). Mají obsáhlý booklet, který obrazově i textem připomíná činnost Jiřího Suchého v období, které deska zahrnuje. Vyšlo sedm titulů, plánováno jich bylo 30.
Název Písničky ze Semaforu nese také dvojice desek Včera neděle byla (Písničky ze Semaforu 1) a Ach, ta láska nebeská (Písničky ze Semaforu 2) z roku 1990, respektive 1992.

## Seznam alb
1. Písničky (1956–1964), 1996 – základem je album Písničky vydané Klubem přátel poezie v roce 1964, bonusem jsou živé nahrávky Akord Clubu z Reduty z roku 1957
2. Akord Club, 1998
3. Písničky z Reduty i odjinud, 1996
4. Člověk z půdy a další, 1997
5. Zuzana je sama doma, 1997
6. Taková ztráta krve, Zuzana je zase sama doma, 2000 (2CD)
7. Šest žen, 2001 (2CD)